# Raymond Pognon
Pour les articles homonymes, voir Pognon.
Raymond Pognon, né le 30 novembre 1873 à Honfleur et mort le 19 mai 1959 à Melbourne, est un homme politique et résistant français, Compagnon de la Libération. Élu local de Nouvelle-Calédonie, il participe au ralliement de ce territoire à la France libre en 1940 mais, en désaccord avec les représentants du général de Gaulle, se retire de la vie politique peu de temps après.

## Biographie

### Jeunesse et formation
Raymond Pognon naît le 30 novembre 1873 à Honfleur, dans le Calvados, d'un père négociant et d'une mère journaliste ayant contribué à la création du quotidien La Fronde,. Il effectue ses études supérieures à l'école des hautes étude commerciales de Paris et, ajourné plusieurs fois pour cause de faiblesse physique, effectue son service militaire dans des services auxiliaires,,. En 1902, il part pour la Nouvelle-Calédonie où il est chef du service administratif de la société minière Le Nickel avant de devenir agriculteur et éleveur,.
En 1913, il devient maire de la commune de Bourail et dans le même temps, est conseiller général de Nouvelle-Calédonie de 1913 à 1925 et président du Conseil général de 1922 à 1925. Du fait de ses mandats, il bénéficie de sursis et n'est donc pas appelé à combattre pendant la première Guerre mondiale. Parallèlement à ses activités politique, il dirige le quotidien La France Australe de 1920 à 1925. 

### Seconde Guerre mondiale
Après l'armistice du 22 juin 1940, refusant la défaite de la France, il s'associe à Michel Vergès, Georges Dubois et Georges Baudoux pour mener une grande action de propagande afin de convaincre les autorités et la population néo-calédonnienne de poursuivre la guerre et de se rallier au général de Gaulle. Il devient ainsi l'un des principaux artisans du ralliement de la Nouvelle-Calédonie à la France libre le 19 septembre 1940 et accueille avec ses camarades Henri Sautot qui vient d'être nommé gouverneur par de Gaulle. Par la suite, il participe à l'organisation du rassemblement de volontaires qui seront affectés au Bataillon du Pacifique sous les ordres de Félix Broche pour combattre avec les forces françaises libres.
Ses actions en faveur de la France libre lui valent d'être condamné à mort par le régime de Vichy, jugement qui sera annulé en 1949, mais également de recevoir, le 20 février 1942, la Croix de la Libération des mains de l'amiral d'Argenlieu, envoyé par le général de Gaulle en tant que Haut-Commissaire de la France Libre pour le Pacifique avec les pleins pouvoirs civils et militaires. De graves dissensions éclatent alors entre d'Argenlieu et Sautot qui est contraint au départ malgré le soutien des élus et de la population locale. Soutenant Henri Sautot face à l'amiral, Raymond Pognon mène des manifestations de soutien au gouverneur et est arrêté sur ordre d'Argenlieu en mai 1942. Relâché peu de temps après, il décide alors de cesser toute activité politique.

### Après-Guerre
Il quitte la Nouvelle-Calédonie à une date indéterminée pour s'installer chez sa fille en Australie. 
Raymond Pognon meurt le 19 mai 1959 à Melbourne où il est incinéré.

## Décorations
|  |  |

| Compagnon de la Libération Par décret du 11 février 1942 | Compagnon de la Libération Par décret du 11 février 1942 | Compagnon de la Libération Par décret du 11 février 1942 | Chevalier de l'Ordre du Mérite agricole | Chevalier de l'Ordre du Mérite agricole | Chevalier de l'Ordre du Mérite agricole |

## Hommages
- À Nouméa, une rue a été baptisée en son honneur[7].
- À Honfleur, son nom est inscrit sur une plaque commémorative[8].